# قلعة الشقيف

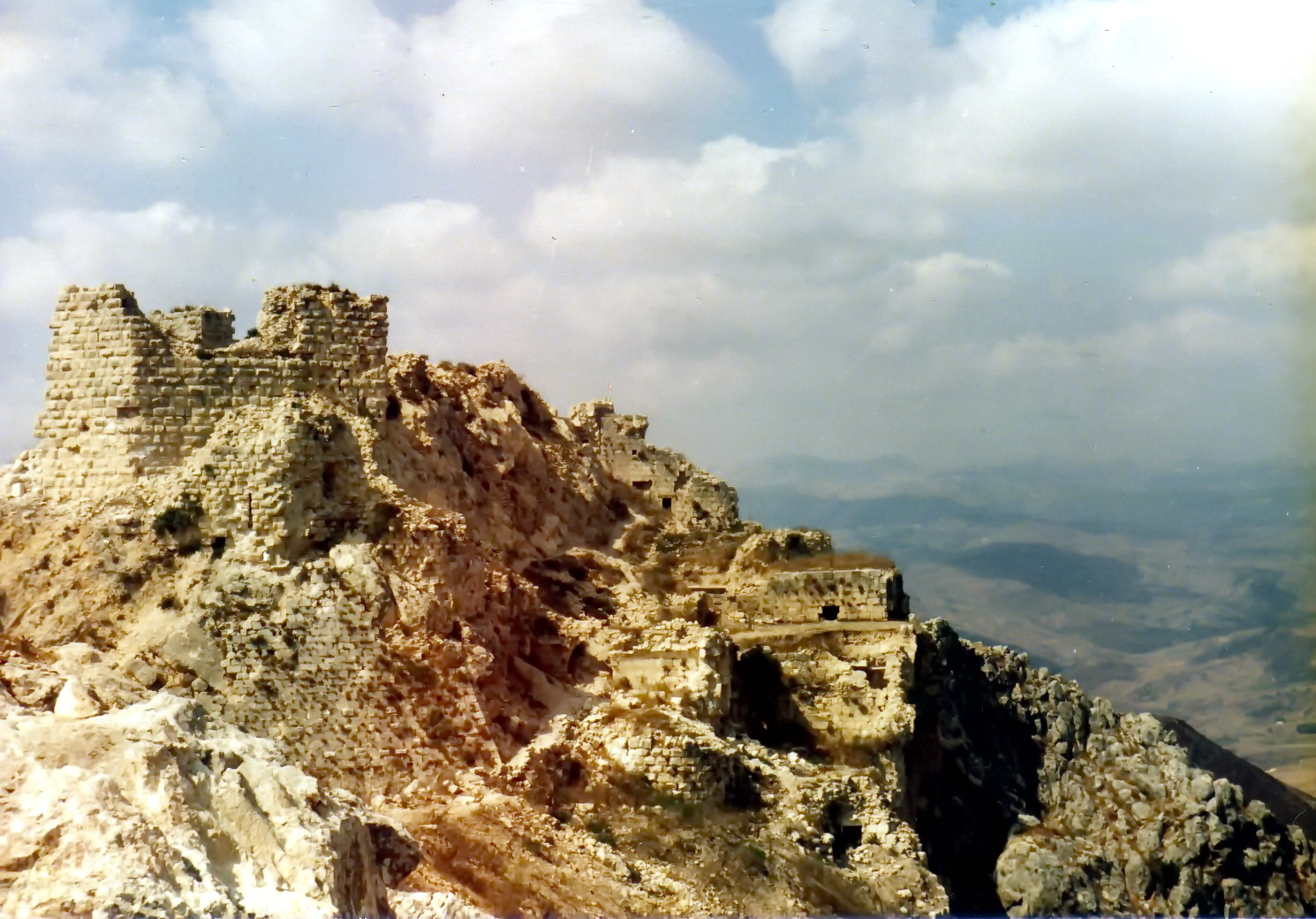
قلعة الشقيف عام 1982

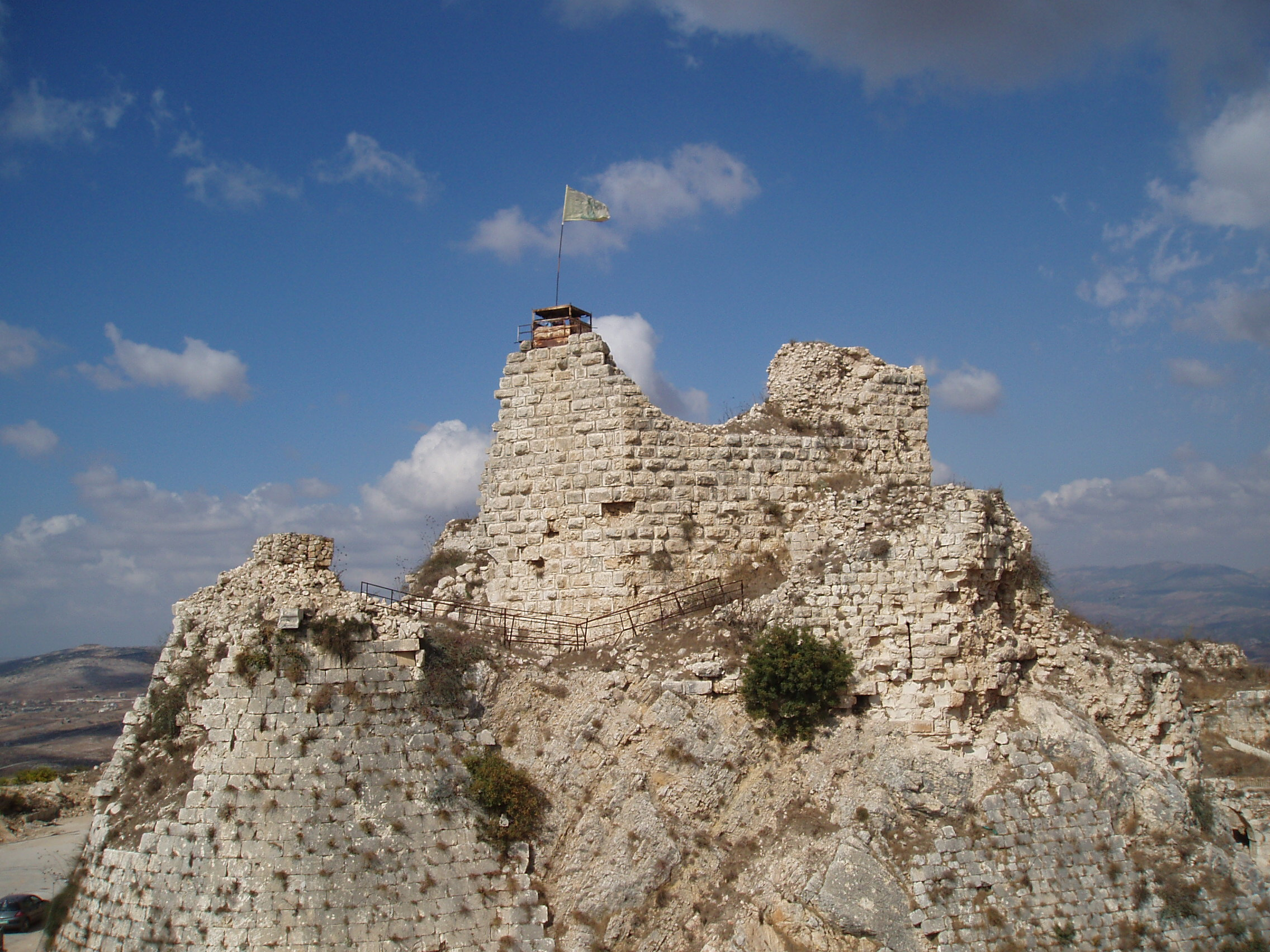
بقايا قلعة الشقيف يعلوها علم حزب الله

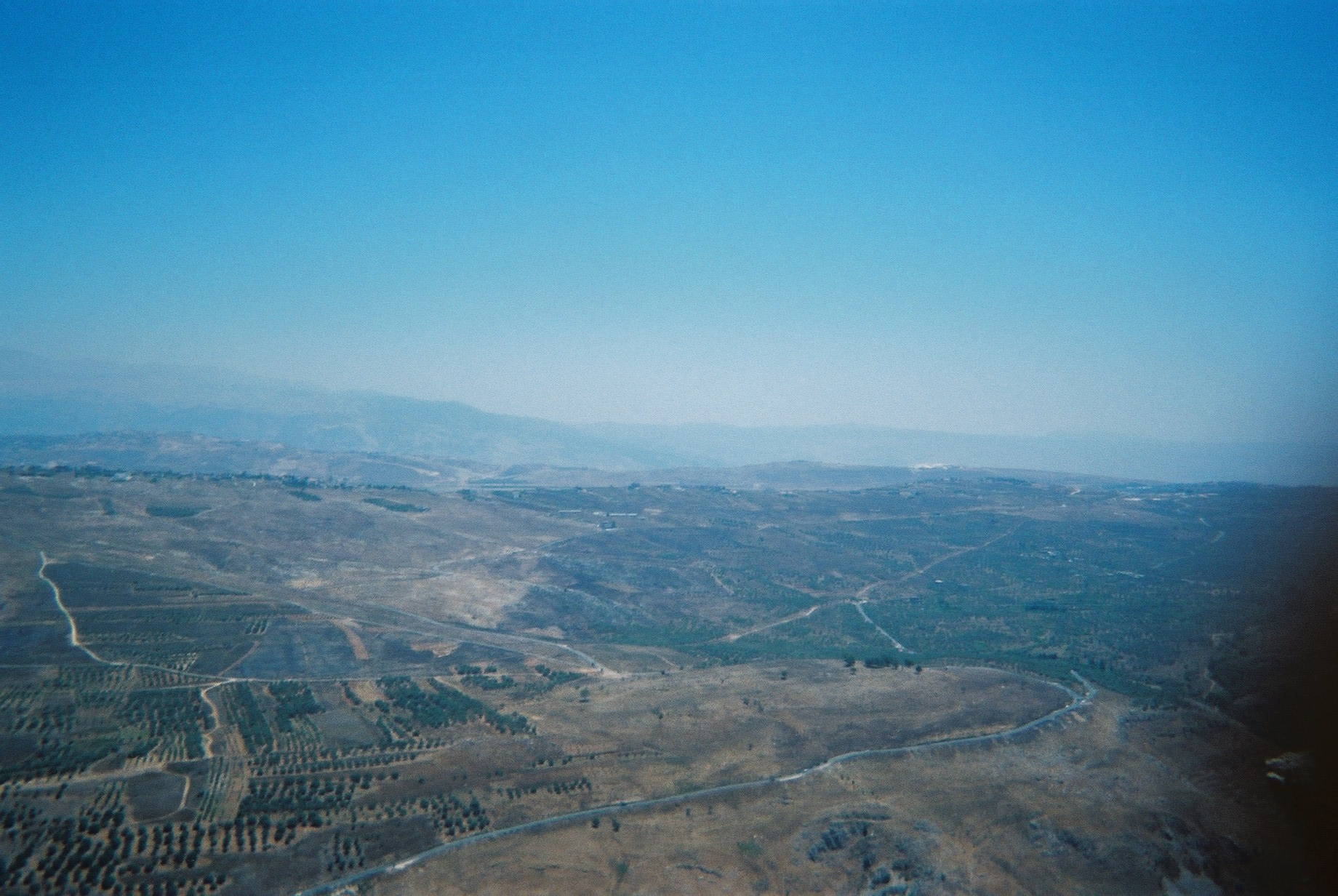
منظر مطل من قلعة الشقيف

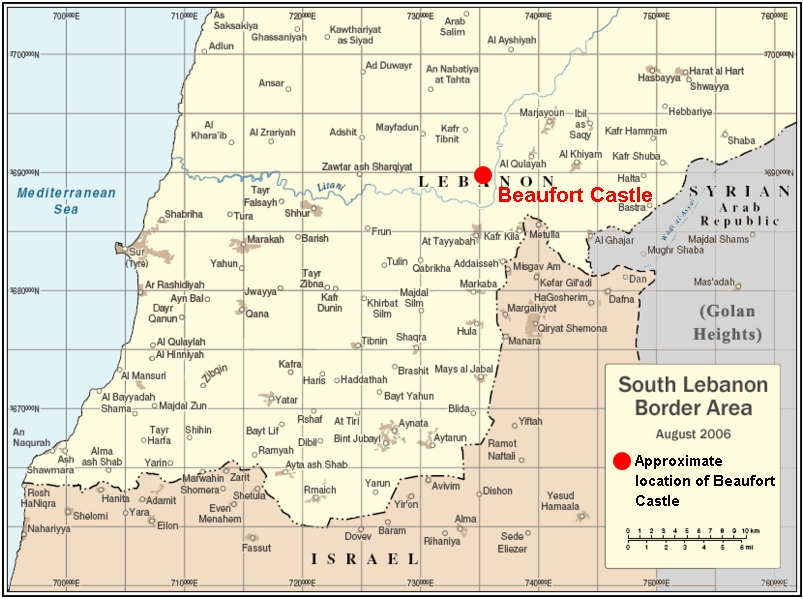
موقع قلعة الشقيف على الخريطة

قلعة الشقيف أو قلعة شقيف أرنون (بالفرنسية: Chateau de Beaufort)‏ هي قلعة تقع في لبنان، تبعد حوالي كيلو متر واحد عن أرنون، بناها الرومان، وزاد الصليبيون في ابنيتها، ورممها فخر الدين الثاني. وهي مبنية على صخر شاهق «شير» يُشرف على نهر الليطاني وسهل مرجعيون ومنطقة النبطية من جهة أخرى. لكن هندستها التي تلتوي مع الجبل، وجدرانها المشيدة بالصخور المحلية تجعلها تبدو كأنها «مخبأة» بين حنايا الصخور فيما يُرى معلمها من على بعد مسافات. تُعرف القلعة في المراجع التاريخية باسم قلعة بوفور Beaufort أي الحصن الجميل.

## معركة الشقيف
وقعت معركة الشقيف بين الجيش الإسرائيلي ومنظمة التحرير الفلسطينية (PLO) في 6 يونيو 1982 في قلعة الشقيف. وكانت واحدة من أولى المعارك التي شهدتها حرب لبنان 1982 ونتج عنها احتلال الجيش الإسرائيلي للقلعة.

## تخريب القلعة خلال الاحتلال
تعرضت القلعة لتخريب من قبل جيش الاحتلال الإسرائيلي. إذ تم قصفها عدة مرات قبل اجتياح عام 1982. ثم استخدمها الجيش الإسرائيلي كمركز عسكري. فقد عملت قوات الجيش الإسرائيلي بجهد على تدمير معالم هذه القلعة حيث تداعت وتشققت جدرانها بسبب تحرّك الآليات العسكرية داخل حرم القلعة. أضف إلى ذلك التغيير في شكل القلعة الهندسي، فالغارات والقصف المدفعي دمّرا البرج الرئيسي والجدران الخارجية للقلعة خلال سنين الاحتلال. ولكن يبقى ردم الخندق المحيط بتلة شقيف أرنون من أكثر عمليات التشويه التي عرفها الموقع. فالخندق الذي حفره الصليبيون، والذي يهدف إلى تأمين مركز دفاع عن القلعة، ردمه الإسرائيليون أولاً بالاسمنت، ثم شيّدوا تحصينات في داخله. قبل الانسحاب كان الجيش الإسرائيلي ينوي تفجير المنشآت داخل الخندق ما كان سيؤدي حتماً إلى تدمير الموقع، لكن التوسط من خلال اليونسكو أوصل إلى تغيير في طرق التفجير، أدت بالطبع إلى زيادة التصدّع في الجدران.